# Аконангуї (футбольний клуб)
Аконангуї Футбол Клуб або просто Аконангуї (ісп. Akonangui Fútbol Club) — професіональний екваторіальногвінейський футбольний клуб з міста Ебебіїн.

## Історія
Першого значного успіху клуб досяг в 1979 році, коли вперше в своїй історії потрапив до фіналу першого національного Кубку. Тільки в середині 1990-х років команда розвинула свій успіх. ФК «Аконангуї» чотири рази вигравав чемпіонат країни та тричі перемагав у національному Кубку.
«Аконангуї» зник у 2010 році, коли Домінго Мітуй Едьянг (нинішній президент Федерації футболу Екваторіальної Гвінеї) залишив керівництво клубу; але він повернувся протягом сезону 2012 року в другому дивізіоні, де в кінці того ж року він здобув право виступати в Першому дивізіоні і виграв Чемпіонат в наступному сезоні.

## Форма
Домашня форма клубу складається з червоної футболки з синім комірцем та двох смуг синього кольору у верхній частині футболки, які горизонтально розходяться від комірця в різні боки і доходять до закінчення рукавів, а також червоних шортів та шкарпеток. Виїзна форма клубу складається з білої футболки з червоним комірцем та двох смуг червоного кольору у верхній частині футболки, які горизонтально розходяться від комірця в різні боки і доходять до закінчення рукавів, а також білих шортів та шкарпеток.

## Логотип
Логотип клубу складається з трьох кіл та червоної смуги. Перше коло має синій колір, на правому та лівому його боках знаходяться білі п'ятикутні зірки, у верхній частині кола знаходиться абревіатура з двох великих латинських літер «FC» білого кольору, нижню частину цього кола перерізає широка червона смуга, на якій великими латинськими літерами білого кольору написано «AKONANGUI». В синє коло вписано менше коло світло-сірого кольору, в яке, у свою чергу, вписано ще менше коло, в якому знаходиться невелике зображення голови лева.

## Досягнення
- Прем'єр-ліга: 5 перемог

1992, 1999, 2001, 2008, 2013.
- Кубок Екваторіальної Гвінеї з футболу: 4 перемоги

переможець — 1979, 1996, 2002, 2007
фіналіст — 2004

## Статистика виступів у континентальних турнірах КАФ
| Сезон | Турнір                     | Раунд      | Клуб                  | Вдома | На виїзді | Загальний      |
| ----- | -------------------------- | ---------- | --------------------- | ----- | --------- | -------------- |
| 1993  | Ліга чемпіонів КАФ         | Попередній | ЮСКА Бангуї           | 0-2   | 1-2       | 1-4            |
| 1997  | Кубок володарів кубків КАФ | Попередній | ФК «Ренесанс»         | 1-4   | 0-3       | 1-7            |
| 2000  | Ліга чемпіонів КАФ         | Попередній | Примейру де Агошту    | 0-1   | 0-4       | 0-5            |
| 2002  | Ліга чемпіонів КАФ         | Попередній | Олімпік Реал (Бангуї) | 1-0   | 0-1       | 1-1 (5-3 пен.) |
| 2002  | Ліга чемпіонів КАФ         | 1          | Аль-Мадіна (Триполі)  | 4-2   | 1-3       | 5-5 (в)        |
| 2003  | Кубок володарів кубків КАФ | 1          | Мунт Камерун          | 1-0   | 0-2       | 1-2            |
| 2006  | Кубок конфедерації КАФ     | Попередній | ФК «Імпотс»           | 0-0   | 0-0       | 0-0 (5-4 пен.) |
| 2006  | Кубок конфедерації КАФ     | 1          | Лобі Старз            | 1-0   | 0-1       | 1-1 (5-6 пен.) |
| 2008  | Кубок конфедерації КАФ     | Попередній | Маньєма Юніон         | 0-3   | 0-0       | 0-3            |
| 2009  | Ліга чемпіонів КАФ         | Попередній | Стад Центрафрикан     | 1-0   | 0-1       | 1-1 (5-4 пен.) |
| 2014  | Ліга чемпіонів КАФ         | Попередній | Лез Астр              | 0-1   | 0-3       | 0-4            |

## Відомі гравці
- Сержіо Елібійо
- Мануел Сіма
- Крістіан Бон
- Френсіс Мбоме
- Мартіал Мпіле
- Лендрі Мпондо
- Ачілле Пенсі
- Валері Тенфа
- Роланд Ілендо
- Данієль Екедо
- Ібрагім Агбо
- Алекс Кармо